# Chaptelat
Chaptelat település Franciaországban, Haute-Vienne megyében. Lakosainak száma 2096 fő (2022. január 1.). Chaptelat Bonnac-la-Côte, Couzeix, Limoges, Nieul és Saint-Jouvent községekkel határos.

## Népesség
A település népességének változása:
| Lakosok száma | 2015 | 2086 | 2125 | 2121 | 2112 | 2102 | 2093 | 2095 | 2096 |
|               | 2013 | 2015 | 2016 | 2017 | 2018 | 2019 | 2020 | 2021 | 2022 |